# Ophichthus
Ophichthus är ett släkte av fiskar. Släktet blev vetenskapligt beskrivet av den svenska läkaren och iktyologen Johan Niclas Ahl år 1789, och ingår i familjen ormålar (Ophichthidae).

## Dottertaxa tillOphichthus, i alfabetisk ordning[2]
- Ophichthus alleni
- Ophichthus altipennis
- Ophichthus aniptocheilos
- Ophichthus apachus
- Ophichthus aphotistos
- Ophichthus apicalis
- Ophichthus arneutes
- Ophichthus asakusae
- Ophichthus bonaparti
- Ophichthus brachynotopterus
- Ophichthus brasiliensis
- Ophichthus brevicaudatus
- Ophichthus brevirostris
- Ophichthus celebicus
- Ophichthus cephalozona
- Ophichthus congroides
- Ophichthus cruentifer
- Ophichthus cylindroideus
- Ophichthus echeloides
- Ophichthus erabo
- Ophichthus exourus
- Ophichthus fasciatus
- Ophichthus frontalis
- Ophichthus genie
- Ophichthus gomesii
- Ophichthus grandoculis
- Ophichthus hirritus
- Ophichthus humanni
- Ophichthus hyposagmatus
- Ophichthus ishiyamorum
- Ophichthus kunaloa
- Ophichthus lentiginosus
- Ophichthus leonensis
- Ophichthus limkouensis
- Ophichthus lithinus
- Ophichthus longipenis
- Ophichthus macrochir
- Ophichthus macrops
- Ophichthus maculatus
- Ophichthus madagascariensis
- Ophichthus manilensis
- Ophichthus marginatus
- Ophichthus mecopterus
- Ophichthus megalops
- Ophichthus melanoporus
- Ophichthus melope
- Ophichthus menezesi
- Ophichthus microstictus
- Ophichthus mystacinus
- Ophichthus omorgmus
- Ophichthus ophis
- Ophichthus parilis
- Ophichthus polyophthalmus
- Ophichthus pullus
- Ophichthus puncticeps
- Ophichthus regius
- Ophichthus remiger
- Ophichthus rex
- Ophichthus roseus
- Ophichthus rotundus
- Ophichthus rufus
- Ophichthus rugifer
- Ophichthus rutidoderma
- Ophichthus serpentinus
- Ophichthus singapurensis
- Ophichthus spinicauda
- Ophichthus stenopterus
- Ophichthus tchangi
- Ophichthus tetratrema
- Ophichthus tomioi
- Ophichthus triserialis
- Ophichthus tsuchidae
- Ophichthus unicolor
- Ophichthus urolophus
- Ophichthus woosuitingi
- Ophichthus zophochir